# Rohrbach (Ludwigsau)
Rohrbach ist einer der 13 Ortsteile der Großgemeinde Ludwigsau im Landkreis Hersfeld-Rotenburg im Nordosten von Hessen. Der Ort liegt am Eingang zum Tal des Rohrbachs, der dem Dorf auch seinen Namen gibt. 

## Geschichte

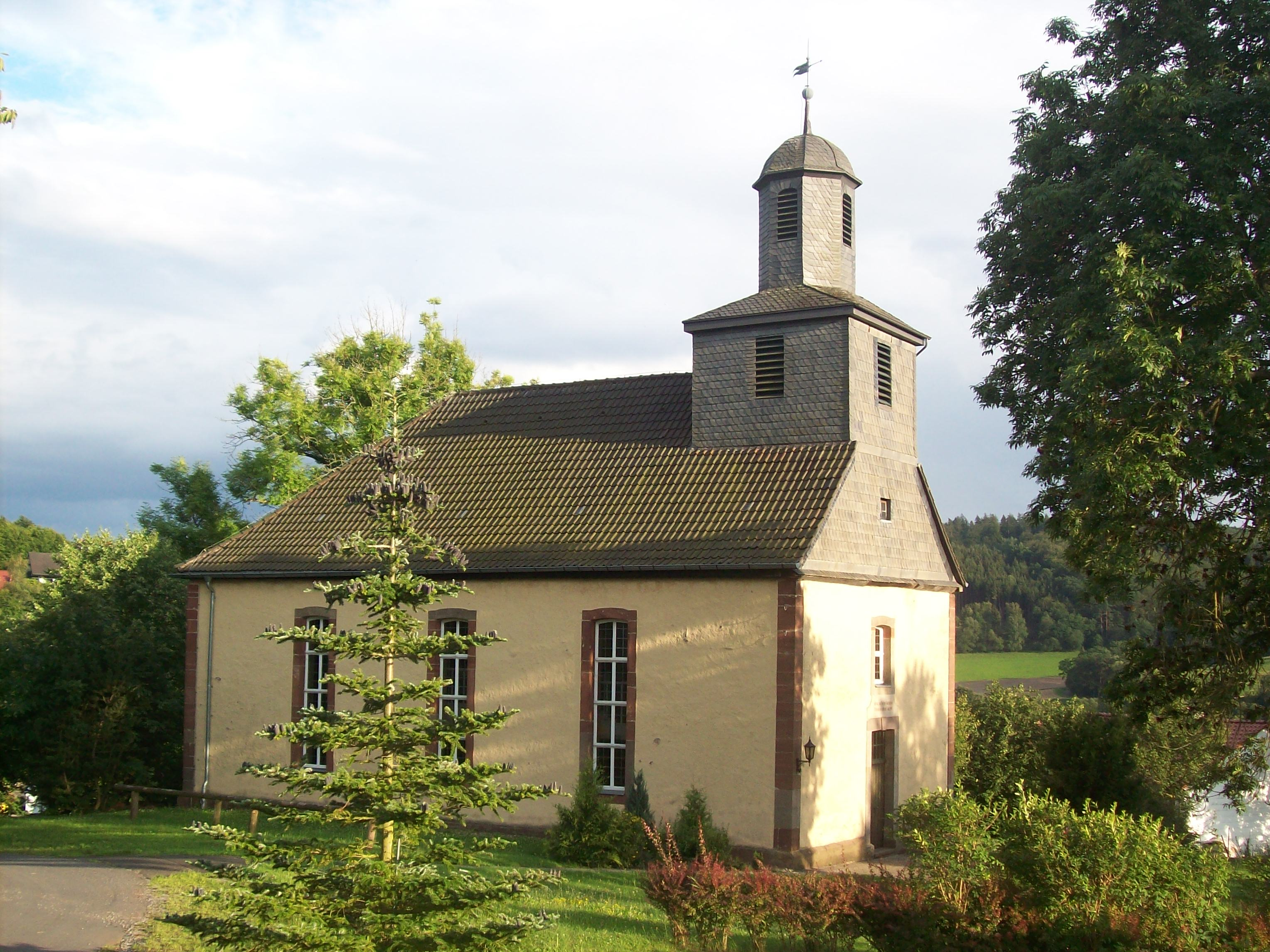
Die evangelische Kirche in Rohrbach.

Die älteste bekannte schriftliche Erwähnung von Rohrbach erfolgte unter dem Namen Rorbach im Jahr 1182.
Das Gericht „in der Rohrbach“ (später Gericht  Ludwigseck) bestand 1538 aus den Dörfern Beenhausen, Gerterode, Heierode, Rohrbach, Ober- und Niederthalhausen sowie Tann. Teilweise werden auch Ersrode, Trunsbach und die Wüstung Schöpbach dazugezählt. Die Gerichtsstätte befand sich im Dorf Tann. Das Gericht gehörte ab 1579 zum Amt Rotenburg, welches von 1627 bis 1835 Teil der Rotenburger Quart war.
Zum 1. August 1972 wurde die bis dahin selbständige Gemeinde Rohrbach im Zuge der Gebietsreform in Hessen kraft Landesgesetz in die Gemeinde Ludwigsau eingegliedert. Für alle ehemals eigenständigen Gemeinden von Ludwigsau wurde je ein Ortsbezirk mit Ortsbeirat und Ortsvorsteher nach der Hessischen Gemeindeordnung gebildet.
In den letzten Jahren kam es durch die Ausweisung von Neubaugebieten verstärkt zu Neuansiedlungen im Ort.

## Bevölkerung
Einwohnerstruktur 2011
Nach den Erhebungen des Zensus 2011 lebten am Stichtag, dem 9. Mai 2011, in Rohrbach 657 Einwohner. Darunter waren 3 (0,5 %) Ausländer. Nach dem Lebensalter waren 129 Einwohner unter 18 Jahren, 246 zwischen 18 und 49, 159 zwischen 50 und 93 und 126 Einwohner waren älter. Die Einwohner lebten in 270 Haushalten. Davon waren 66 Singlehaushalte, 63 Paare ohne Kinder und 114 Paare mit Kindern, sowie 21 Alleinerziehende und 3 Wohngemeinschaften. In 42 Haushalten lebten ausschließlich Senioren und in 177 Haushaltungen lebten keine Senioren.
Einwohnerentwicklung
| Rohrbach: Einwohnerzahlen von 1834 bis 2011 | Rohrbach: Einwohnerzahlen von 1834 bis 2011 | Rohrbach: Einwohnerzahlen von 1834 bis 2011 | Rohrbach: Einwohnerzahlen von 1834 bis 2011 | Rohrbach: Einwohnerzahlen von 1834 bis 2011 |
| --- | ------------------------------------------- | ------------------------------------------- | ------------------------------------------- | ------------------------------------------- |
| Jahr |                                             |                                             |                                             | Einwohner                                   |
| 1834 | 1834                                        |                                             | 334                                         | 334                                         |
| 1840 | 1840                                        |                                             | 358                                         | 358                                         |
| 1846 | 1846                                        |                                             | 391                                         | 391                                         |
| 1852 | 1852                                        |                                             | 354                                         | 354                                         |
| 1858 | 1858                                        |                                             | 314                                         | 314                                         |
| 1864 | 1864                                        |                                             | 336                                         | 336                                         |
| 1871 | 1871                                        |                                             | 340                                         | 340                                         |
| 1875 | 1875                                        |                                             | 329                                         | 329                                         |
| 1885 | 1885                                        |                                             | 317                                         | 317                                         |
| 1895 | 1895                                        |                                             | 304                                         | 304                                         |
| 1905 | 1905                                        |                                             | 345                                         | 345                                         |
| 1910 | 1910                                        |                                             | 337                                         | 337                                         |
| 1925 | 1925                                        |                                             | 330                                         | 330                                         |
| 1939 | 1939                                        |                                             | 372                                         | 372                                         |
| 1946 | 1946                                        |                                             | 537                                         | 537                                         |
| 1950 | 1950                                        |                                             | 538                                         | 538                                         |
| 1956 | 1956                                        |                                             | 525                                         | 525                                         |
| 1961 | 1961                                        |                                             | 507                                         | 507                                         |
| 1967 | 1967                                        |                                             | 575                                         | 575                                         |
| 1970 | 1970                                        |                                             | 581                                         | 581                                         |
| 1980 | 1980                                        |                                             | ?                                           | ?                                           |
| 1990 | 1990                                        |                                             | ?                                           | ?                                           |
| 2000 | 2000                                        |                                             | ?                                           | ?                                           |
| 2011 | 2011                                        |                                             | 657                                         | 657                                         |
| Datenquelle: Historisches Gemeindeverzeichnis für Hessen: Die Bevölkerung der Gemeinden 1834 bis 1967. Wiesbaden: Hessisches Statistisches Landesamt, 1968. Weitere Quellen: LAGIS; Zensus 2011 |                                             |                                             |                                             |                                             |

Historische Religionszugehörigkeit
| • 1885: | 316 evangelische (= 99,68 %), ein jüdischer (= 0,47 %) Einwohner  |
| • 1961: | 485 evangelische (= 95,66 %), 11 katholische (= 2,17 %) Einwohner |

## Politik
Für Rohrbach besteht ein Ortsbezirk (Gebiete der ehemaligen Gemeinde Rohrbach) mit Ortsbeirat und Ortsvorsteher nach der Hessischen Gemeindeordnung.
Der Ortsbeirat besteht aus sieben Mitgliedern. Seit den Kommunalwahlen in Hessen 2021 ist der Ortsvorsteher Joachim Sust.

## Kirche
Auf einer Erhebung am nördlichen Rand des Ortes befindet sich die im Jahr 1819 in Massivbauweise erbaute evangelische Kirche.

## Infrastruktur
- Den öffentlichen Personennahverkehr stellt die ÜWAG Bus GmbH mit der Linie 320 sicher.
- Es stehen ein gut ausgerüstetes Bürgerhaus und eine Schießsportanlage zur Verfügung.